# Редьки
Редько (пол. Redko) — старинный дворянский род.
Ряд представителей имели титул барона.
Первое упоминание рода датируется в 1617 году в Мазовецком воеводстве Речи Посполитой — Себастьян Редько (Sebastian Redko).
Редько использовали герб Любич (польский шляхетский герб Речи Посполитой). Год основания герба около 1190. Название герба происходит от наименования реки, где в 1190 году произошла битва Мазовецкого рыцарства с Пруссией. За мужество и особые боевые заслуги один из рыцарей получил собственный герб с названием реки.
В XVIII веке на территории Гетманщины потомство Павла Редьки, казака с. Ольшанова, Волынской сотни (1712).
Одним из выдающихся представителей рода Редько в период Российской Империи являлся Александр Редько — начальник Санкт-Петербургского Монетного Двора. В ходе своей деятельности он провел масштабную реконструкцию и модернизацию Монетного Двора, являющегося одним из крупнейших Монетных дворов мира. А. Редько впервые в мире изобрёл дешёвый способ извлечения золота и серебра из железины. Признан в потомственном дворянстве, дополнил родовой, шляхетский герб Редько девизом «Сила в труде».  Автор книги «Материалы для истории С.-Петербургского монетного двора».
Современный потомок — Редько Иван Яковлевич — известный российский учёный, основатель и ректор Уральского филиала МАДИ, основоположник научной школы в области автономных систем энергоснабжения, специалист в области распределённой энергетики, энергосбережения, мобильной техники, двигателестроения, электротехники и электрооборудования. Профессор, доктор технических наук, автор и соавтор многих монографий, учебников по электротехнике, теоретическим основам электротехники, которые широко используются в учебном процессе во многих ВУЗах России.

## Описание герба
В голубом поле опрокинутая подкова, сопровождаемая снизу двумя золотыми кавалерскими крестами.
Щит увенчан дворянскими шлемом и короной. Нашлемник: три страусовых пера. Намёт на щите голубой, подложенный серебром.
Герб Александра Редько внесён в Часть 17 Общего гербовника дворянских родов Всероссийской империи, стр. 52.